# Janus
Janus fue un fanzine de ciencia ficción feminista editado por Janice Bogstad y Jeanne Gomoll en Madison, Wisconsin, y estrechamente asociado con la convención de ciencia ficción de esa ciudad, WisCon (varios libros del programa inicial de WisCon también funcionaron como números especiales de Janus). Fue nominada repetidamente al Premio Hugo al Mejor Fanzine (1978, 1979 y 1980); esto dio lugar a acusaciones de que si Janus no hubiera sido feminista, no habría sido nominada.  Bajo este nombre se publicaron dieciocho números entre 1975 y 1980; y le sucedió Aurora SF (Aurora Speculative Feminism).

## Contribuidores
Durante su publicación, Janus incluyó artículos, reseñas, obras de arte y/o cartas de comentarios de una variedad de personajes notables, entre ellos: Amanda Bankier, Marion Zimmer Bradley, Walter Breen, Linda Bushyager, Avedon Carol, Suzy McKee Charnas, C. J. Cherryh, Buck Coulson, Samuel R. Delany, Gene DeWeese, Harlan Ellison, Alexis Gilliland, Mike Glicksohn, Joan Hanke-Woods, Teddy Harvia (tanto como Harvia como bajo su nombre real de David Thayer), Ursula K. Le Guin, Elizabeth Lynn, Loren MacGregor, Katherine MacLean, Vonda McIntyre, Alexei Panshin, Andy Porter, William Rotsler, Joanna Russ, Jessica Amanda Salmonson, Charles R. Saunders, Stu Shiffman, Gene Simmons, Wilson "Bob" Tucker, Joan Vinge, Harry Warner Jr., F. Paul Wilson, Donald A. Wollheim y Susan Wood.